# Christian Kern
Christian Kern (* 4. ledna 1966 Vídeň) je rakouský politik, který od 17. května 2016 do 18. prosince 2017 zastával úřad spolkového kancléře, v němž nahradil svého stranického kolegu Wernera Faymanna (SPÖ).

## Život
Kern studoval žurnalistiku a komunikaci na Vídeňské univerzitě. Profesní dráhu začínal jako ekonomický novinář psaním článků pro Wirtschaftspressedienst a časopis Option. V roce 1991 se stal asistentem sociálnědemokratického státního tajemníka pro veřejnou službu Petera Kostelky. Poté, co byl Kostelka zvolen šéfem stranické parlamentní frakce, vykonával mezi roky 1994–1997 funkci tiskového mluvčího a vedl stranickou kancelář.
Od roku 1997 pracoval jako manažer rakouského poskytovatele elektřiny Verbund AG. V roce 2010 se stal ředitelem rakouských státních drah ÖBB a roku 2014 byl jmenován předsedou Společenství evropských železničních společností.